# بين كامارا
بين كامارا (بالإنجليزية: Ben Camara)‏ هو لاعب كرة قدم بريطاني، ولد في 20 أغسطس 1984 في بون في ألمانيا. لعب مع رويال ريسينغ كلوب مونتينييه وستيفيناغ بوروه ونادي توركي يونايتد ونادي غيلفورد سيتي.

## وصلات خارجية
- بين كامارا على موقع Soccerbase.com (لاعب) (الإنجليزية)